# Kansai Open
Het Kansai Open is een golfkampioenschap in Kansai, Japan. De eerste editie was in 1926.
Het toernooi stond vanaf de oprichting van de Japan Golf Tour in 1973 op de agenda van de Tour, maar van 1991-2008 niet meer. In 2009 kwam het weer terug op de agenda van de Japanse Tour. Het toernooi wordt in augustus of september op wisselende banen in Kansai gespeeld.
Het Kansai Open telt tegenwoordig mee voor de wereldranglijst. De winnaar krijgt 16 punten, hetgeen aangeeft dat het een vrij klein toernooi is. Zelfs het Siciliaans Open krijgt meer (24), en de winnaar van het KLM Open krijgt 40 punten.

## Winnaars
| - 1926 - Kakuji Fukui - 1927 - 1928 - 1929 - 1930 - 1931 - 1932 - 1933 - Toichira Toda - 1934 - 1935 - 1936 - 1937 - 1938 - Toichira Toda - 1939 - Toichira Toda - 1940 - 1948 (niet gespeeld) - 1949 - Toichira Toda - 1950 - 1951 - 1952 - 1953 - 1954 - 1955 - 1956 - 1957 - 1958 - Tadashi Kitta - 1959 - 1960 | - 1961 - Tetsuo Ishii - 1962 - Tadashi Kitta - 1963 - Tadashi Kitta - 1964 - Teruo Sugihara - 1965 - Teruo Sugihara - 1966 - 1967 - 1968 - Teruo Sugihara - 1969 - Shigeru Uchida - 1970 - Teruo Sugihara - 1971 - Teruo Sugihara - 1972 - 1973 - Teruo Sugihara - 1974 - Teruo Sugihara - 1975 - Teruo Sugihara - 1976 - Shinsaku Maeda - 1977 - Yoshitaka Yamamoto - 1978 - Akio Kanemoto(po) - 1979 - Yasuhiro Miyamoto - 1980 - Takemitsu Uranishi - 1981 - Akio Kanemoto - 1982 - Teruo Sugihara - 1983 - Susumu Wakita - 1984 - Toru Nakamura - 1985 - Tsutomu Irie - 1986 - Yoshiyuki Isomura - 1987 - Masanobu Kimura | - 1988 - Yasuo Sone - 1989 - Yoshitaka Yamamoto - 1990 - Teruo Sugihara - 1991 - Toshikazu Sugihara - 1992 - Masanobu Kimura - 1993 - 1994 - Kazuo Kanayama - 1995 - 1996 - Takenori Hiraishi - 1997 - 1998 - Shusaku Sugimoto - 1999 - Takenori Hiraishi - 2000 - 2001 - 2002 - 2003 - Satoshi Oide - 2004 - Tadahisa Inoue - 2005 - Kazuhiko Yamashita - 2006 - Ryuichi Tayasu - 2007 - Koji Yamamoto - 2008 - Ryo Ishikawa - 2009 - Hiroyuki Fujita - 2010 - Shigeru Nonaka - 2011 - Cho Min-gyu |

(po) Kanemoto won de play-off van Yasuhiro Mayimoto, die het Kansai Open een jaar later won.